# 65.º Congresso da FIFA

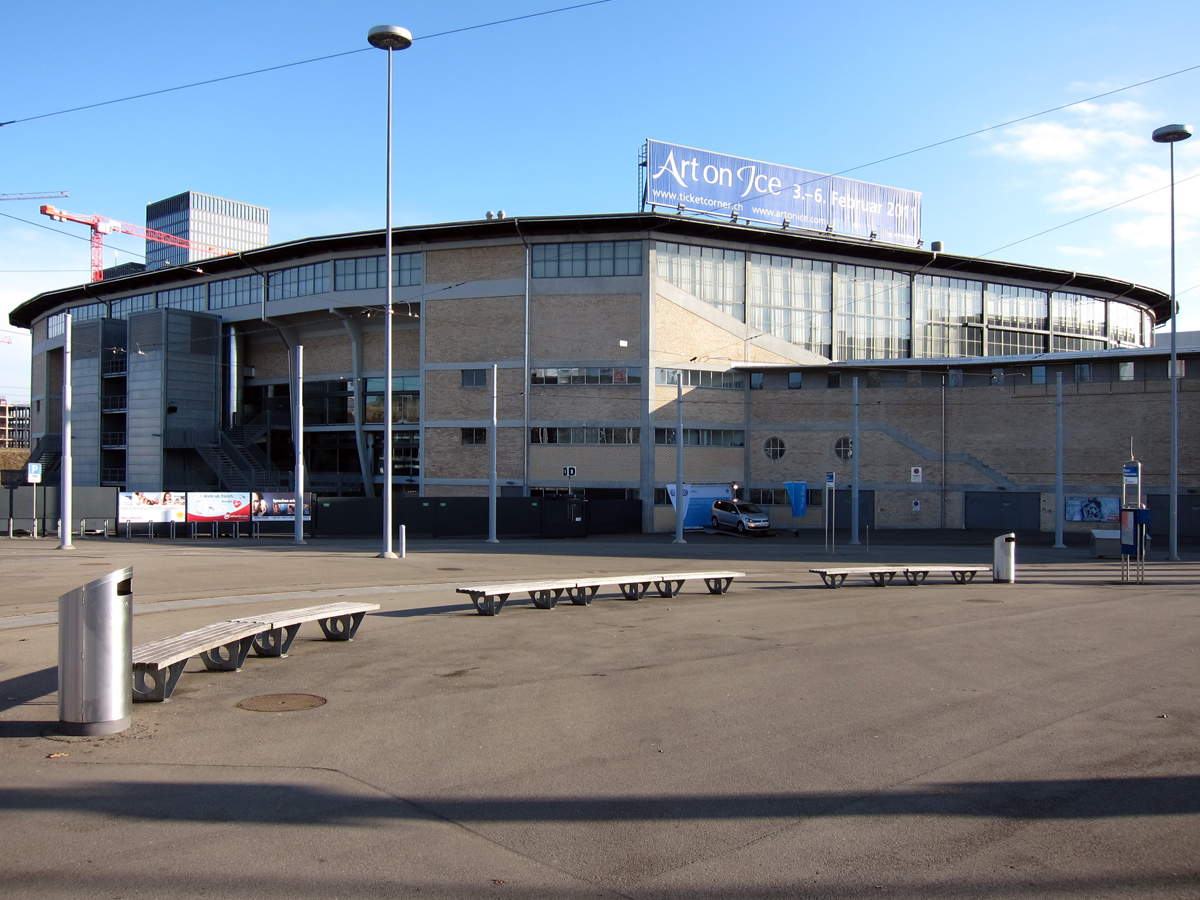
Hallenstadion, local onde ocorreu a cerimônia

O 65º Congresso da FIFA foi realizado no Hallenstadion em Zurique, Suíça.

## Prisões
Antes de se iniciar o congresso, foram efetuadas prisões em Zurique de vários funcionários associados da FIFA, que iriam participar da cerimônia. Eles serão extraditados para os Estados Unidos.

## Eleição presidencial
Dois nomeados, Joseph Blatter e Príncipe Ali Bin Hussein, receberam as indicações necessárias para serem elegíveis para a presidência da FIFA. O francês Jérôme Champagne declarou sua intenção de concorrer. Em fevereiro de 2015, no entanto, ele não conseguiu receber as cinco indicações necessárias. Luís Figo e Michael van Praag retiraram-se antes das eleições. A Confederação Asiática de Futebol manifestou-se que se opõe a qualquer movimento para adiar as eleições e reiterou o seu apoio Blatter para a presidência.
Nenhum dos candidatos recebeu a maioria de dois terços de votos no primeiro turno. Blatter recebeu 133 votos e de Al-Hussein recebeu 73 votos. De acordo com as regras da FIFA, um segundo turno deveria ter sido realizada para os dois candidatos, com uma maioria simples sendo suficiente para a vitória. No entanto, antes do segundo turno de votação, Al-Hussein anunciou sua retirada da eleição, entregando a vitória para Blatter por padrão.

### Resultados da votação
| 65º Congresso da FIFA 29 de maio de 2015 – Zurique, Suíça |                |               |
| Candidato                                                 | Primeiro Turno | Segundo Turno |
| Joseph Blatter                                            | 133            | Vencedor      |
| Príncipe Ali Bin Hussein                                  | 73             | Retirou-se    |

## Conflito israelo-palestino
A Associação Palestina de Futebol fez um pedido para a FIFA, para que a Associação de Futebol de Israel fosse suspensa pela FIFA. A PFA acusou Israel de interferir com os jogadores na Faixa de Gaza e na Cisjordânia. Durante o Congresso, o presidente da PFA Jibril Rajoub disse que sua associação não foi apoiada com o pedido de suspensão, mas que isso não significava que desistiriam do pedido. Representantes das duas associações concordaram em trabalhar juntos em uma solução.

## Ameaça de bomba
Durante a manhã do segundo dia do Congresso, uma ameaça de bomba foi recebido às 11 horas, hora local, de acordo com a polícia suíça. As pessoas foram mantidos fora da sala após a pausa para o almoço enquanto o local foi revirado. De acordo com um comunicado divulgado pelo secretário-geral da FIFA Jérôme Valcke, ele disse que a ameaça de bomba foi recebida, e como medida de precaução, as autoridades suíças reviraram o local. A bomba não foi encontrada e o Congresso pôde continuar.